# Smara
Smara, Semara ou Es-Semara (em castelhano: Esmara; em árabe: سمارة; romaniz.: as-Samārah) é uma cidade e município do Saara Ocidental administrada de facto por Marrocos, que a considera parte do seu território. É a capital da província marroquina de homónima, que faz parte da região de El Aiune-Saguia el Hamra. Em 2014, o município tinha uma área de 13,3 km² e 57 035 habitantes.
Smara situa-se em pleno deserto do Saara, no vale de Saguia el Hamra, 225 km a leste de El Aaiún e 230 km a sul de Tan-Tan (distâncias por estrada). É a única cidade importante do Saara Ocidental que não foi fundada durante o período colonial espanhol.
Atualmente, a importância de Smara deve-se sobretudo às guarnições militares marroquinas e das forças de manutenção da paz das Nações Unidas e ao comércio, nomeadamente o soco (mercado) semanal que se realiza todas as quintas-feiras. Os principais monumentos da cidade são a zauia (santuário), palácio e grande mesquita de Maa el-Ainin (ou Ma al-'Aynayn, Mohamad Mustafa Ould Sheikh Mohamad Fadel), o fundador da cidade, além da chamada mesquita velha e das muralhas.  Nos arredores há diversos locais com pinturas rupestres: no oued Selouan (23 km), oued Aasli Boukerch (30 km), Amgala (80 km), oued Tazouwa (135 km) e oued Mirane (145 km). Nos três últimos sítios encontram-se também sepulturas pré-islâmicas.
Nota: A cidade está localizada no Saara Ocidental, um território onde a legitimidade da administração marroquina não é reconhecida por muitos países nem pela Organização das Nações Unidas.|data=janeiro de 2025}}

## História

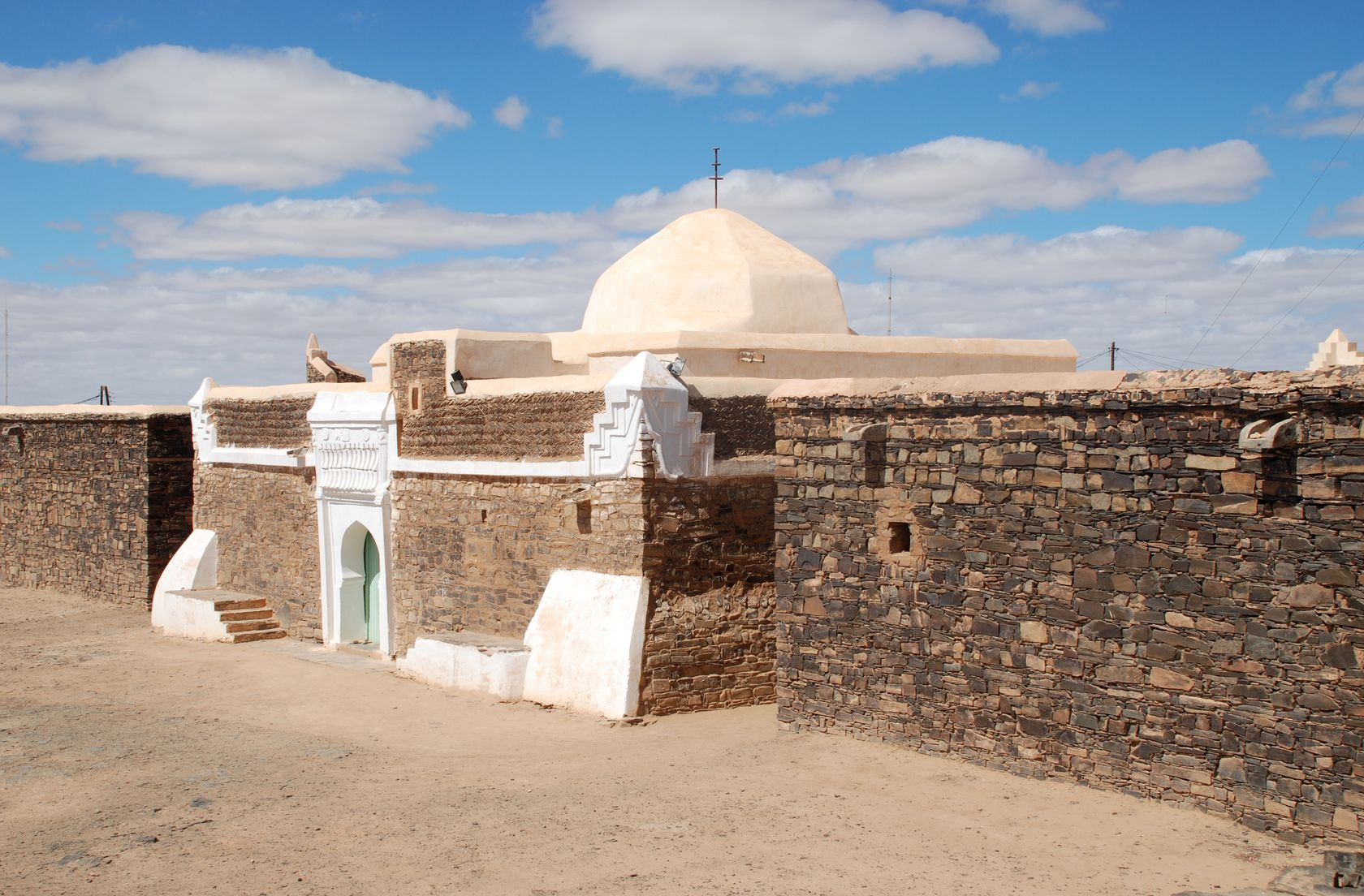
Zauia de Maa el-Ainin

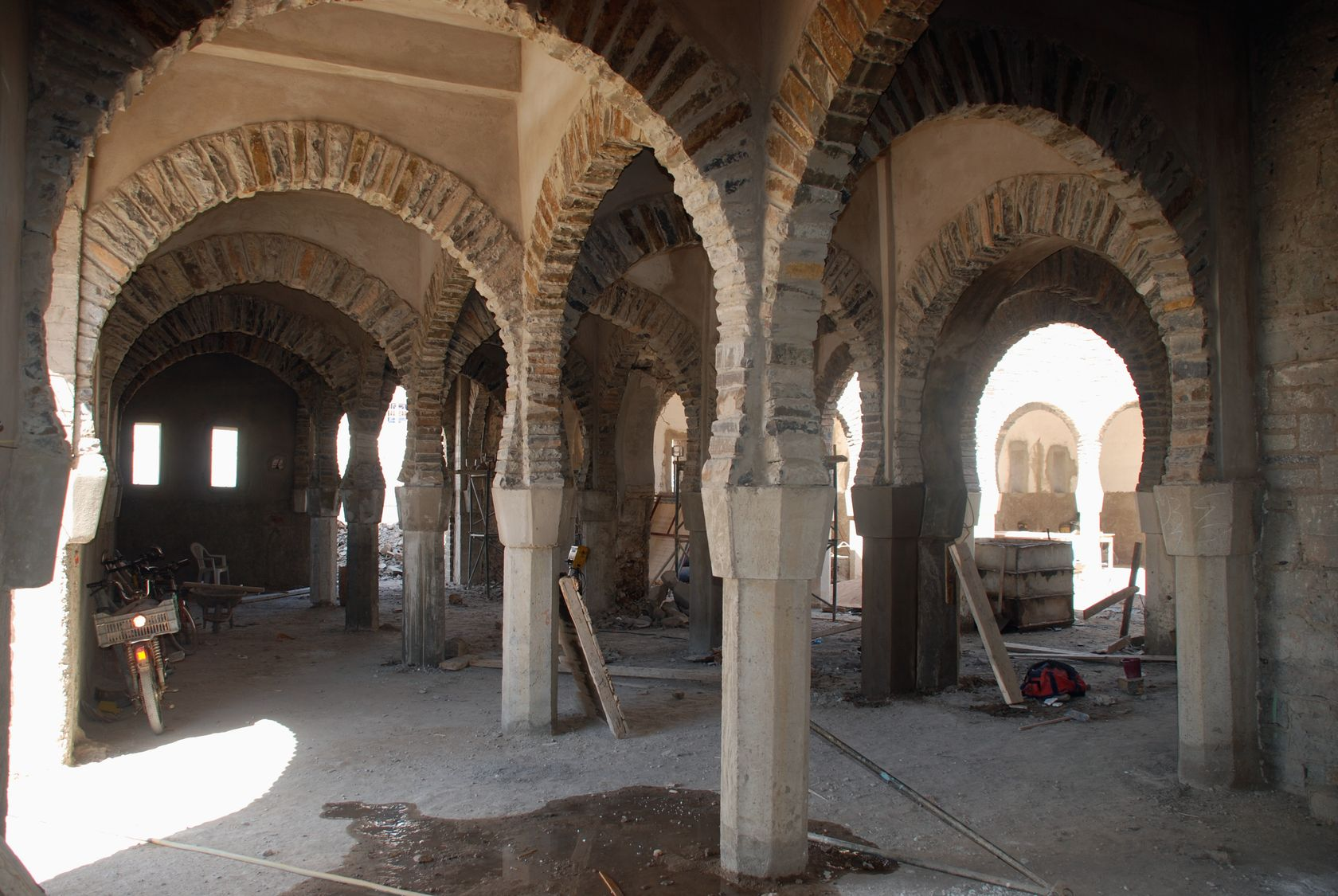
Interior da mesquita velha

Até ao final do século XIX Smara pouco mais era que um ponto de passagem,  cruzamento e abastecimento de caravanas transarianas. A cidade foi fundada no final do século XIX pelo chamado "sultão azul", Maa el-Ainin, o xeque saaráui que combateu o colonialismo espanhol e francês. Apesar de se situar longe da costa, Smara era rica em pastagens e água e estava bem situada para controlar as caravanas, e passou a ser a capital de Maa el-Ainin, que ali construiu um arrábita (fortaleza), um palácio e uma grande mesquita em Smara.
Maa el-Ainin combateu os ocupantes espanhóis a partir de 1898, com o apoio do sultão de Marrocos. Em 1902 transformou Smara na sua capital sagrada e tornou-a um centro religioso importante, dotando-a de uma biblioteca islâmica. Em 1904 Maa el-Ainin proclamou-se imã e declarou a jiade (guerra santa) contra o colonialismo francês. Em 1910 o sultão marroquino retira o seu apoio devido às pressões dos franceses e o xeque passa então a apoiar os combatentes antifranceses do sul de Marrocos. Em 1913, Smara é ocupada e quase completamente arrasada por tropas francesas, que devolvem a cidade a Espanha. A resistência continuou, mas foi diminuindo gradualmente até se extinguir em 1920.
Em 1958 Smara assistiu à operação aerotransportada Huracan, levada a cabo conjuntamente por tropas espanholas e francesas, com o objetivo de desalojar o Exército de Libertação de Marrocos do sul. No mesmo ano, a Espanha cedeu a faixa de Tarfaia a Marrocos.
A Frente Polisário, que luta pela independência do Saara Ocidental, foi fundada em Smara em 10 de maio de 1973. As tropas marroquinas ocuparam a cidade a 27 de novembro de 1975, causando a fuga de inúmeros saaráuis para a Argélia, para escaparem às represálias dos marroquinos pelo seu apoio à Frente Polisário. A força aérea marroquina usou napalm, fósforo branco e bombas de fragmentação contra os refugiados, provocando centenas de mortos, que a Amnistia Internacional estima em 530.
Um dos campos de refugiados saaráuis da região argelina de Tindouf administrados pela chamada República Árabe Saaraui Democrática tem o nome de Smara.
Em 2005 a cidade assistiu a fortes protestos contra a ocupação marroquina.

## Clima
No inverno, os dias são quentes, com temperaturas máximas entre 23 e 34 °C, e as noites temperadas, com mínimas entre os 14 e 21 °C. No verão, as temperaturas máximas situam-se sempre acima dos 30 °C, e frequentemente acima dos 40 °C, chegando por vezes aos 50 °C. A par de Marraquexe, Smara tem o recorde de temperatura máxima de cidades marroquinas, com 53 °C. A média das temperaturas máximas do mês mais quente é 40 °C e a média das temperaturas mínimas do mês mais frio é 17 °C.

## Demografia
Segundo o censo Marroquino de 2014, o município tinha 57.035 habitantes.

### Evolução demográfica

#### Durante o período Espanhol
Segundo os censos realizados pelas autoridades Espanholas, a população da cidade era a seguinte:
| Cidade de: | Etnias    | 1970  | 1967  | 1950 |
| ---------- | --------- | ----- | ----- | ---- |
| Smara      | saarauís  | 2 303 | 1 916 | 395  |
| Smara      | Espanhóis | 352   | 214   | 0    |
| Smara      | Total     | 2 655 | 2 130 | 395  |

#### Após o período Espanhol
Segundo os censos realizados pelas autoridades Marroquinas, a população da cidade era a seguinte:
| Cidade de: | 2014   | 2004   | 1994   | 1982   |
| ---------- | ------ | ------ | ------ | ------ |
| Smara      | 57 035 | 40 347 | 28 750 | 17 753 |

## Na literatura
Smara deu nome a um livro do aventureiro francês Michel Vieuchange (1904-1930), que percorreu 1 400 km a pé disfarçado de mulher berbere desde Tiznit até Smara, onde chegou a 1 de novembro de 1930, onde contraiu uma disenteria que seria a causa da sua morte pouco depois em Agadir. O livro Chez les dissidents du sud marocain et du Rio de Oro; Smara ("Entre os dissidentes do sul marroquino e do Rio do Ouro; Smara) foi publicado postumamente em 1932 pelo irmão Jean Vieuchange, a partir dos sete blocos de notas e mais de 200 fotografias do irmão, e foi um sucesso de vendas. Em 1987 foi publicada uma edição em inglês com o título Smara, The Forbidden City ("Smara, A Cidade Proibida").